# Sân bay quốc tế Suvarnabhumi
Sân bay Quốc tế Suvarnabhumi (tiếng Thái: ท่าอากาศยานสุวรรณภูมิ, phát âm như Xu-wa-na-pum trong tiếng Việt), với tên gọi khác là Sân bay Quốc tế Bangkok Mới vừa được đưa vào sử dụng thay thế cho Sân bay quốc tế Bangkok ở Bangkok, Thái Lan. Sân bay này nằm ở Racha Thewa trong huyện Bang Phli, tỉnh Samut Prakan, 25 km về phía đông trung tâm thủ đô Bangkok. Đây là sân bay xếp thứ 18 trong danh sách những sân bay bận rộn nhất trên thế giới. Diện tích là 32,8 km² (khoảng 8.000 acre) và phục vụ khoảng hơn 45 triệu khách/năm, có khả năng nâng cấp lên thành 150 triệu khách trong một năm. Sau rất nhiều lần buộc phải trì hoãn lại các nhà ga, sân bay này được bay thử chuyến bay đầu tiên vào ngày 15 tháng 9-2006 và hoạt động chính thức vào ngày 28 tháng 9-2006.
Sân bay Suvarnabhumi là sân bay có nhà ga nhỏ hơn nhà ga sân bay quốc tế Hồng Kông một chút, lớn hơn Sân bay quốc tế Incheon ở Seoul, Hàn Quốc. Sân bay đã phục vụ 53.0 triệu lượt khách đến và đi năm 2012.

## Chức năng
Công suất hiện tại của sân bay này là 45 triệu khách/năm và có thể nâng cấp lên đến 150 triệu khách năm, diện tích 32,8 km². Tên gọi tắt là Suvarnabhumi Airport, hoặc (New) Bangkok International Airport. Sau nhiều lần trì hoãn, sân bay đã được bay thử ngày 15/9/2006 và mở cửa chính thức ngày 28/9/2006. Sân bay tọa lạc tại Racha Thewa ở quận Bang Phli, tỉnh Samut Prakan, khoảng 25 km đông Bangkok. Tên Suvarnabhumi được Vua Thái Lan Bhumibol Adulyadej đặt có nghĩa là đất vàng - dùng để chỉ đích danh Đông Dương. Sân bay do Murphy/Jahn thiết kế, sân bay có Đài không lưu cao nhất thế giới (132,2 m), và nhà ga đơn rộng nhất thế giới (rộng 563.000 m²), chỉ nhỏ hơn một chút so với nhà ga của Sân bay Quốc tế Hồng Kông (570.000 m²) nhưng lớn hơn Sân bay Quốc tế Incheon, tọa lạc tại Seoul, Hàn Quốc (496.000m²). Năm 2007, sân bay này phục vụ 41.210.081 khách, xếp thứ 18 trong các sân bay bận rộn nhất thế giới.

## Lịch sử
Vùng đất được xây sân bay đã được mua năm 1973 có diện tích 324 km² nhưng do sinh viên nổi dậy ngày 14/10/1973 và sự lật đổ chế độ quân sự cầm quyền Thanom Kittikachorn đã trì hoãn dự án. Sau một thời gian thăng trầm, công ty Sân bay QT mới BK được thành lập năm 1996, do khủng hoảng tài chính châu Á năm 1997 và các năm tiếp theo, năm 2002 mới bắt đầu triển khai dự án. Sân bay tọa lạc tại vùng đất đầm lầy, trước đây được gọi là Nong Ngu Hao (Đầm lầy Hổ mang), phải mất 5 năm (1997-2001) để san lấp và giải tỏa mặt bằng. Năm 2005, việc quản lý và giám sát được chuyển cho Airports of Thailand PLC, công ty SBQTBK bị giải thể. Sân bay được dự tính mở cửa năm 2005 nhưng do một số khó khăn về ngân sách, các thiếu sót về xây dựng, Vụ tham nhũng xây dựng sân bay Suvarnabhumi Bangkok nên công trình này bị chậm trễ.

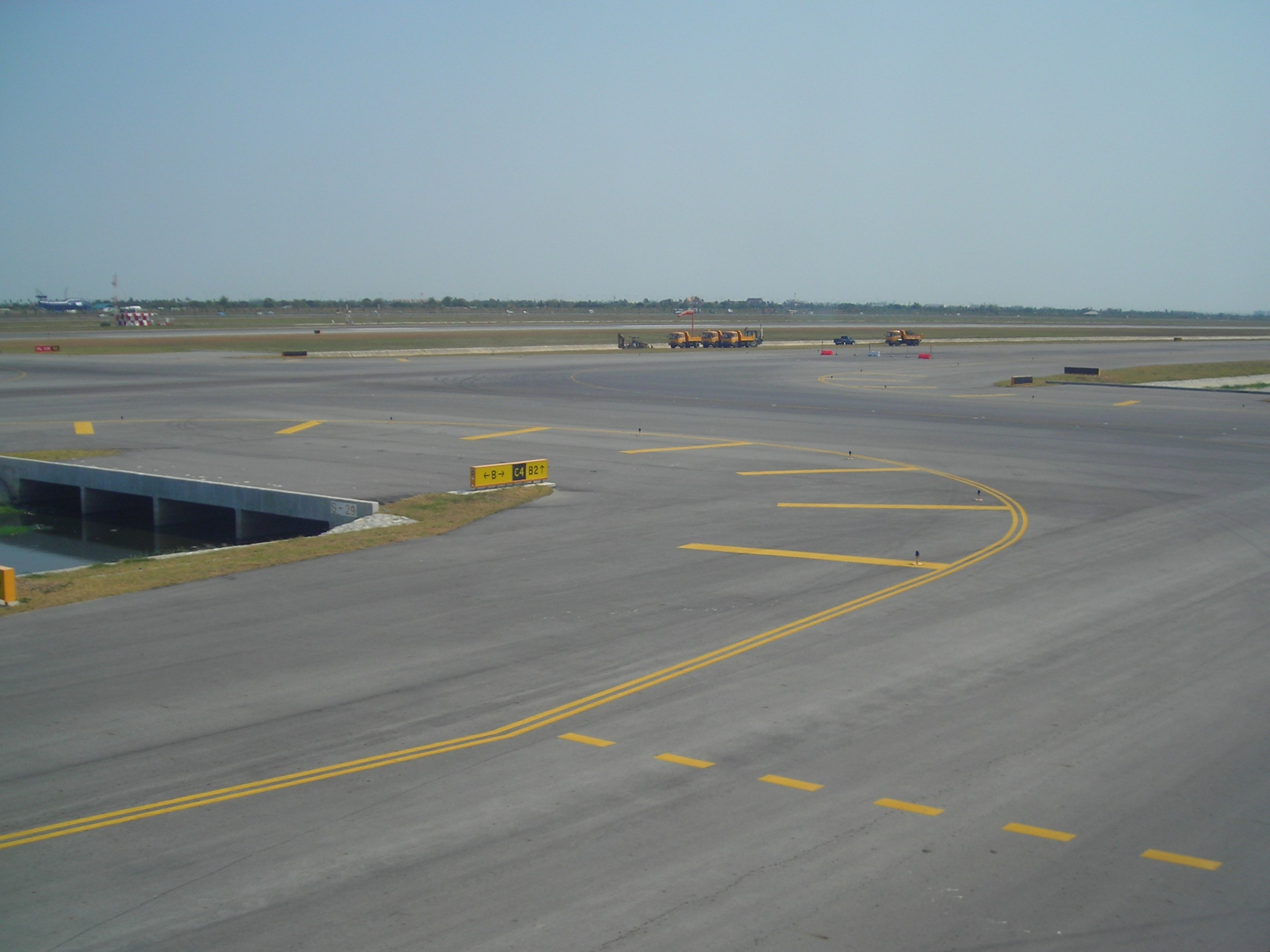
Đường băng của sân bay

Cựu Thủ tướng Thái Lan Thaksin Shinawatra đã thông báo khánh thành sân bay này vào tháng 9/2006. Ngày 29/9/2005, các chuyến bay thử nghiệm đã được tổ chức. Việc thử nghiệm đầy đủ các chức năng được tiến hành vào ngày 3/6 và 29/7/2006. 6 hãng hàng không – Thai Airways International, Nok Air, Thai Air Asia, Bangkok Airways, PBAir và One-Two-GO – đã sử dụng sân bay này cho 20 tuyến nội địa. Tuyến bay quốc tế thử nghiệm đầu tiên được tiến hành ngày 1/9/2006. 2 máy bay của Thai Airways B747-400 and A300-600, đã đồng thời xuất phát đi lúc 9h19 sáng để đến Singapore và Hồng Kông. Lúc 3h50 chiều cùng ngày, 2 chuyến bay này đã quay lại. Ngày 15 tháng 9-2006, sân bay đã cho phép một số máy bay hoạt động có giới hạn, đó là: Jetstar Asia Airways có 3 chuyến/ngày đi Singapore và Thai Airways International có một số chueyesn bay đi Phitsanulok, Chiang Mai và Ubon Ratchathani. Sau đó là Bangkok Airways hoạt động ngày 21 tháng 9, AirAsia, Thai AirAsia ngày 25 tháng 9 và Nok Air cũng đến hoạt động tại Suvarnabhumi.
Năm 2012, tất cả các hãng như AirAsia, Nok Air, Thai AirAsia và rất nhiều hãng khác phải chuyển tới Sân bay Don Mueang để phục vụ các chuyến giá rẻ tại sân bay này

## Thông tin
Là sân bay mới, nên hành khách đều phải nộp lệ phí sân bay là 500 Bath mỗi lần. Từ sân bay có các phương tiện công cộng để đi tới trung tâm Bangkok, như meter taxi (mất khoảng 270 bath), express bus (150 bath), limousine taxi (2000 bath), v.v... Đây là sân bay thay thế cho sân bay quốc tế Don Mueang. Đây là sân bay quan trọng của Bangkok và của cả miền nam Thái Lan.

## Sự cố
Ngày 27/1/2007, do phải sửa chữa các vết nứt và lún sụt trên đường băng, các chuyến bay đã được chuyển hướng đến Sân bay quốc tế Utapao để đổ xăng. Nên trong năm 2007 này (với 2008), các chuyến bay đến sân bay này đã được chuyển hướng qua sân bay quốc tế Bangkok để sân bay này sửa chữa các hư hỏng đường băng. Nay đã hoàn thành.

## Các hãng hàng không và các điểm đến

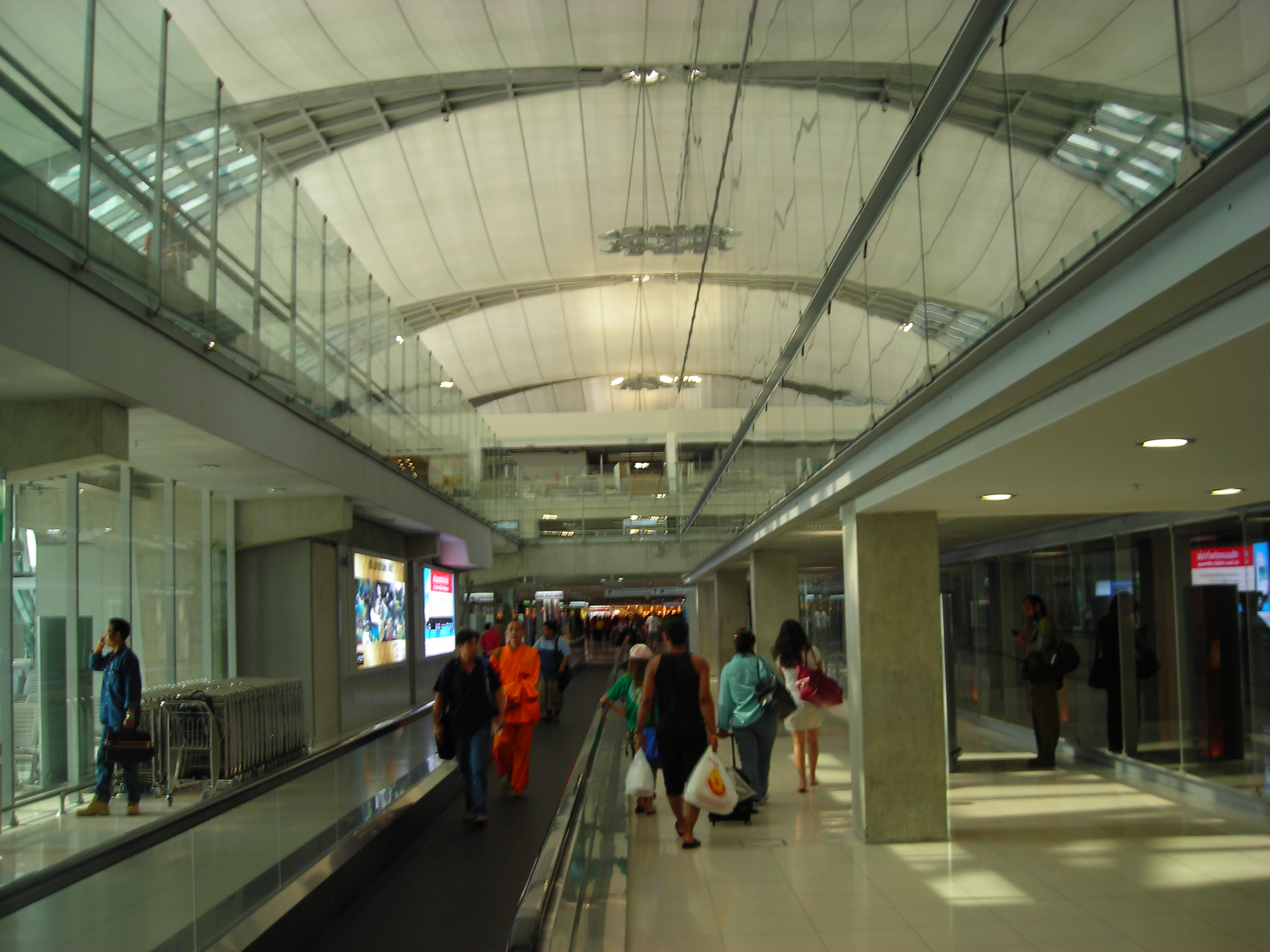
Cầu thang cuốn trong nhà ga sân bay

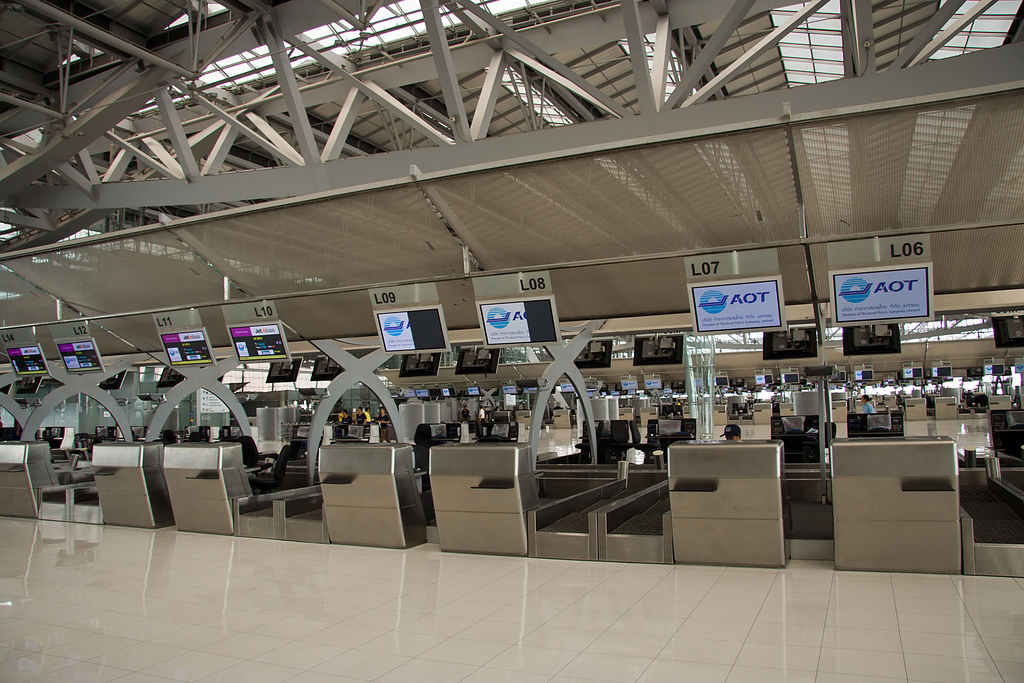
Quầy làm thủ tục sân bay

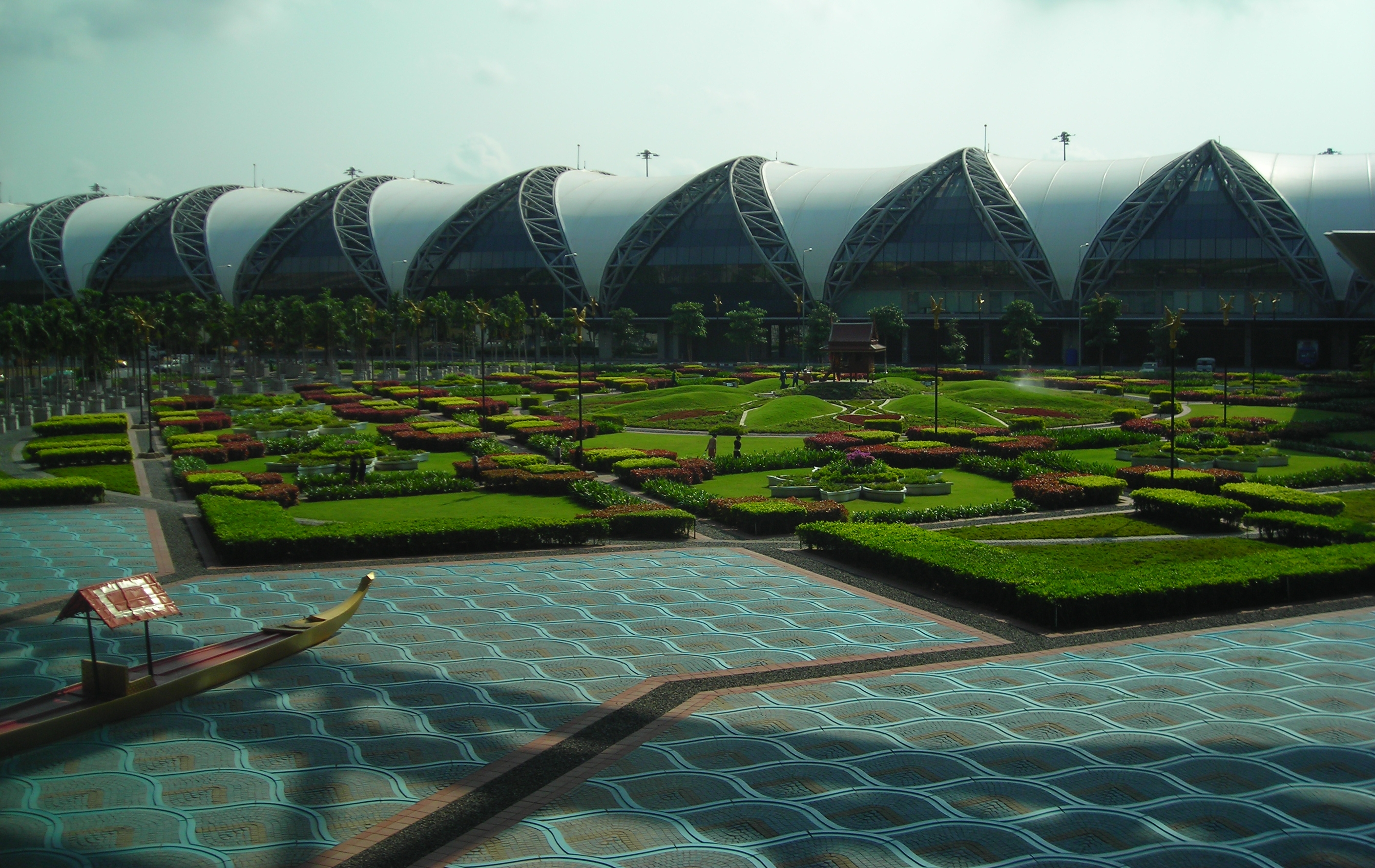
Khu vườn của sân bay

### Hành khách

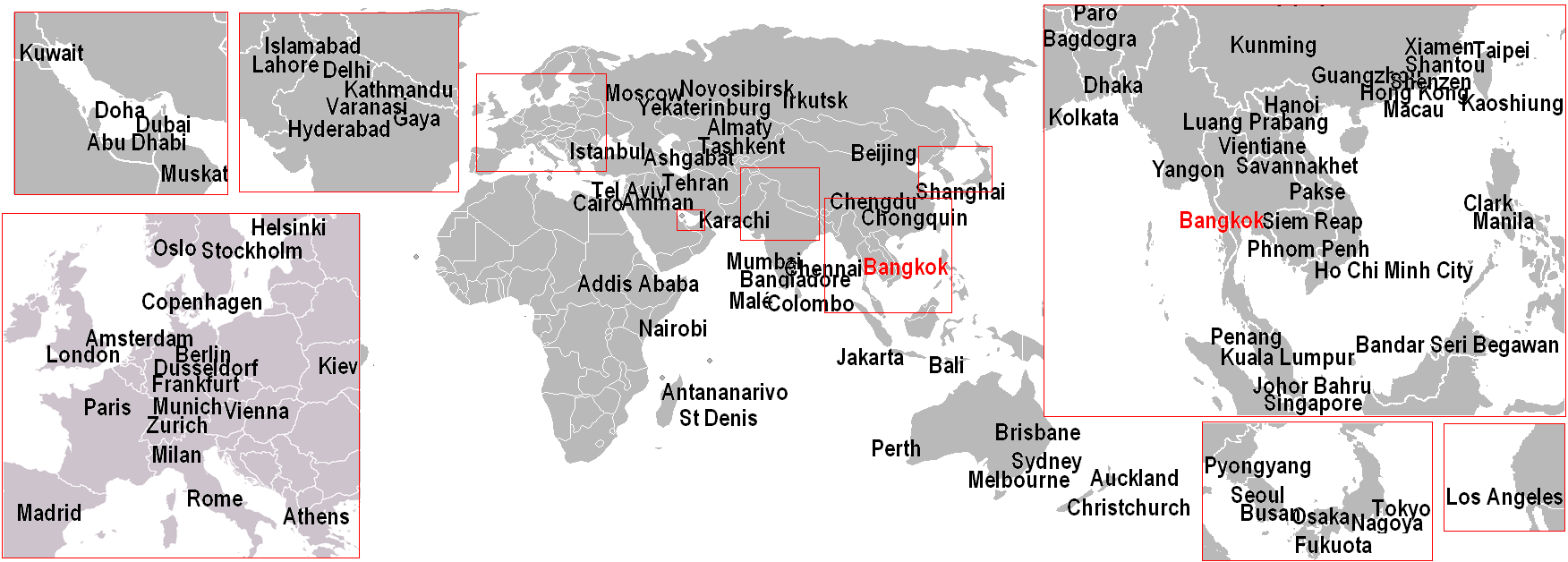
Các thành phố có tuyến bay thẳng với sân bay Suvarnabhumi

| Hãng hàng không                                 | Các điểm đến | Hành lang |
| ----------------------------------------------- | --- | --------- |
| Aeroflot                                        | Moscow-Sheremetyevo | Quốc tế   |
| Air Astana                                      | Almaty, Astana | Quốc tế   |
| Air Austral                                     | Chennai, Saint-Denis de la Réunion | Quốc tế   |
| Air China                                       | Bắc Kinh-Thủ đô | Quốc tế   |
| Air France                                      | Paris-Charles de Gaulle | Quốc tế   |
| Air India                                       | Delhi, Mumbai | Quốc tế   |
| Air Koryo                                       | Bình Nhưỡng | Quốc tế   |
| Air Macau                                       | Macau | Quốc tế   |
| Air Madagascar                                  | Antananarivo, Quảng Châu | Quốc tế   |
| All Nippon Airways                              | Tokyo-Haneda, Tokyo-Narita | Quốc tế   |
| Asia Atlantic Airlines                          | Tokyo-Narita,Denpasar/Bali | Quốc tế   |
| Asiana Airlines                                 | Seoul-Incheon | Quốc tế   |
| Austrian Airlines vận hành bởi Tyrolean Airways | Vienna | Quốc tế   |
| Bangkok Airways                                 | Dhaka, Hong Kong, Kuala Lumpur, Luang Prabang, Malé, Mandalay, Mumbai, Naypyidaw, Phnom Penh, Phú Quốc, Siem Reap, Singapore, Viêng Chăn, Yangon, Đà Nẵng, Vân Đồn (cuối năm 2019) | Quốc tế   |
| Bangkok Airways                                 | Chiang Mai, Chiang Rai, Ko Samui, Krabi, Lampang, Phuket, Sukhothai, Trat, Udon Thani | Nội địa   |
| Biman Bangladesh Airlines                       | Dhaka | Quốc tế   |
| British Airways                                 | London-Heathrow | Quốc tế   |
| Business Air                                    | Seoul-Incheon, Trùng Khánh, Yangon | Quốc tế   |
| Cambodia Angkor Air                             | Phnom Penh, Siem Reap | Quốc tế   |
| Cathay Pacific                                  | Colombo, Hong Kong, Singapore | Quốc tế   |
| Cebu Pacific                                    | Manila | Quốc tế   |
| China Airlines                                  | Amsterdam, Cao Hùng, Đài Bắc-Đào Viên | Quốc tế   |
| China Eastern Airlines                          | Thành Đô, Côn Minh, Nam Xương, Ninh Ba, Thượng Hải-Phố Đông, Vô Tích, Tây An, Tây Ninh, Nhân Xuyên Theo mùa: Hàng Châu, Hợp Phì | Quốc tế   |
| China Southern Airlines                         | Trường Sa, Quảng Châu, Quế Lâm, Yết Dương, Nam Ninh, Sân bay quốc tế Bảo An Thâm Quyến (bắt đầu từ ngày 29/3/2015), Vũ Hán, Trịnh Châu | Quốc tế   |
| Delta Air Lines                                 | Tokyo-Narita | Quốc tế   |
| Dniproavia                                      | Thuê chuyến: Kiev-Boryspil | Quốc tế   |
| Druk Air                                        | Bagdogra, Dhaka, Guwahati, Thimphu/Paro | Quốc tế   |
| Eastar Jet                                      | Seoul-Incheon | Quốc tế   |
| EgyptAir                                        | Cairo, Kuala Lumpur | Quốc tế   |
| El Al                                           | Tel Aviv-Ben Gurion | Quốc tế   |
| Emirates                                        | Christchurch, Dubai-Quốc tế, Hong Kong, Sydney | Quốc tế   |
| Enter Air                                       | Thuê chuyến: Warsaw-Chopin | Quốc tế   |
| Ethiopian Airlines                              | Addis Ababa, Kuala Lumpur | Quốc tế   |
| Etihad Airways                                  | Abu Dhabi | Quốc tế   |
| EVA Air                                         | Amsterdam, London-Heathrow, Đài Bắc-Đào Viên, Vienna | Quốc tế   |
| Finnair                                         | Helsinki | Quốc tế   |
| Garuda Indonesia                                | Jakarta-Soekarno-Hatta | Quốc tế   |
| Golden Myanmar Airlines                         | Yangon | Quốc tế   |
| Gulf Air                                        | Bahrain | Quốc tế   |
| Hainan Airlines                                 | Bắc Kinh-Thủ đô, Hải Khẩu, Nam Ninh | Quốc tế   |
| Happy Air                                       | Ranong | Nội địa   |
| Hong Kong Airlines                              | Hong Kong | Quốc tế   |
| Hunnu Air                                       | Ulaanbaatar | Quốc tế   |
| IndiGo                                          | Kolkata | Quốc tế   |
| Japan Airlines                                  | Nagoya-Centrair, Osaka-Kansai, Tokyo-Haneda, Tokyo-Narita | Quốc tế   |
| Jeju Air                                        | Busan, Daegu, Seoul-Incheon | Quốc tế   |
| Jet Airways                                     | Delhi, Thành phố Hồ Chí Minh, Mumbai | Quốc tế   |
| Jet Asia Airways                                | Tokyo-Narita, Jakarta-Soekarno Hatta | Quốc tế   |
| Jetstar Airways                                 | Melbourne | Quốc tế   |
| Jetstar Asia Airways                            | Fukuoka, Singapore | Quốc tế   |
| Jin Air                                         | Seoul-Incheon | Quốc tế   |
| Juneyao Airlines                                | Thượng Hải-Phố Đông | Quốc tế   |
| Kenya Airways                                   | Hong Kong, Nairobi-Jomo Kenaytta | Quốc tế   |
| KLM                                             | Amsterdam | Quốc tế   |
| Korean Air                                      | Busan, Seoul-Incheon | Quốc tế   |
| Kuwait Airways                                  | Kuwait, Manila | Quốc tế   |
| Lao Airlines                                    | Luang Prabang, Pakse, Savannakhet, Viêng Chăn | Quốc tế   |
| Lao Central Airlines                            | Viêng Chăn | Quốc tế   |
| LOT Polish Airlines                             | Thuê chuyến: Warsaw-Chopin | Quốc tế   |
| Lufthansa                                       | Frankfurt | Quốc tế   |
| Mahan Air                                       | Tehran-Imam Khomeini | Quốc tế   |
| Malaysia Airlines                               | Kuala Lumpur | Quốc tế   |
| MIAT Mongolian Airlines                         | Thuê chuyến: Ulaanbaatar | Quốc tế   |
| Myanmar Airways International                   | Yangon | Quốc tế   |
| Nepal Airlines                                  | Kathmandu | Quốc tế   |
| Nordwind Airlines                               | Theo mùa Thuê chuyến: Arkhangelsk, Irkutsk, Kazan, Kemerovo, Khabarovsk, Krasnoyarsk-Yemelyanovo, Mineralnye Vody, Nizhnevartovsk, Nizhny Novgorod, Novosibirsk, Omsk, Perm, Rostov-on-Don, Samara, St. Petersburg, Surgut, Tomsk, Ufa, Ulan-Ude, Vladivostok, Yekaterinburg | Quốc tế   |
| Norwegian Air Shuttle                           | Copenhagen, Oslo-Gardermoen, sân bay Stockholm-Arlanda | Quốc tế   |
| Okay Airways                                    | Tây An | Quốc tế   |
| Oman Air                                        | Muscat | Quốc tế   |
| Orenair                                         | Thuê chuyến: Bratsk, Kemerovo, Moscow-Sheremetyevo, St. Petersburg | Quốc tế   |
| Orient Thai Airlines                            | Hong Kong | Quốc tế   |
| Pacific Airlines                                | Thành phố Hồ Chí Minh | Quốc tế   |
| Pakistan International Airlines                 | Islamabad, Karachi, Lahore | Quốc tế   |
| Philippine Airlines                             | Manila | Quốc tế   |
| Qantas                                          | Sydney | Quốc tế   |
| Qeshm Airlines                                  | Tehran-Imam Khomeini | Quốc tế   |
| Qatar Airways                                   | Doha, Hà Nội | Quốc tế   |
| Regent Airways                                  | Chittagong, Dhaka | Quốc tế   |
| Royal Brunei Airlines                           | Bandar Seri Begawan | Quốc tế   |
| Royal Jordanian                                 | Amman-Queen Alia, Hong Kong, Kuala Lumpur | Quốc tế   |
| S7 Airlines                                     | Irkutsk Theo mùa: Krasnoyarsk-Yemelyanovo, Novosibirsk | Quốc tế   |
| Shanghai Airlines                               | Trùng Khánh, Sân bay quốc tế Phố Đông Thượng Hải | Quốc tế   |
| Shenzhen Airlines                               | Phúc Châu, Sân bay quốc tế Bảo An Thâm Quyến | Quốc tế   |
| Singapore Airlines                              | Singapore | Quốc tế   |
| Small Planet Airlines                           | Thuê chuyến: Vilnius | Quốc tế   |
| SmartLynx Airlines                              | Thuê chuyến: Riga, Vilnius | Quốc tế   |
| SpiceJet                                        | Kolkata | Quốc tế   |
| Spring Airlines                                 | Hàng Châu, Thượng Hải-Phố Đông | Quốc tế   |
| SriLankan Airlines                              | Colombo, Quảng Châu, Hong Kong | Quốc tế   |
| Swiss International Air Lines                   | Zürich | Quốc tế   |
| Tashi Air                                       | Kolkata, Thimphu/Paro | Quốc tế   |
| Thai Airways                                    | Auckland, Bangalore, Bắc Kinh-Thủ đô, Brisbane, Brussels, Busan, Thành Đô, Chennai, Colombo, Copenhagen, Delhi, Dhaka, Denpasar/Bali, Dubai-International, Frankfurt, Fukuoka, Quảng Châu, Hà Nội, Thành phố Hồ Chí Minh, Hong Kong, Hyderabad, Islamabad, Jakarta-Soekarno-Hatta, Karachi, Kathmandu, Kolkata, Kuala Lumpur, Côn Minh, Lahore, London-Heathrow, Los Angeles, Madrid (ngưng từ ngày 7 Tháng 9 năm 2015), Manila, Melbourne, Milan-Malpensa, Moscow-Domodedovo (ngưng từ ngày 29 Tháng 3 năm 2015), Mumbai, Munich, Muscat, Nagoya-Centrair, Osaka-Kansai, Oslo-Gardermoen, Paris-Charles de Gaulle, Penang, Perth, Phnom Penh, Rome-Fiumicino, Sapporo-Chitose Seoul-Incheon, Thượng Hải-Phố Đông, Singapore, Stockholm-Arlanda, Sydney, Đài Bắc-Đào Viên, Tokyo-Haneda, Tokyo-Narita, Sân bay quốc tế Cao Khi Hạ Môn, Yangon, Zürich Theo mùa: Gaya, Sendai, Varanasi | Quốc tế   |
| Thai Airways                                    | Chiang Mai, Chiang Rai, Hat Yai, Sân bay Khon Kaen, Ko Samui, Krabi, Phuket | Nội địa   |
| Thai Smile                                      | Ahmedabad, Trường Sa, Trùng Khánh, Luang Prabang, Mandalay, Thành phố Hồ Chí Minh, Viêng Chăn | Quốc tế   |
| Thai Smile                                      | Chiang Rai, Hat Yai, Krabi, Surat Thani, Ubon Ratchathani, Udon Thani | Nội địa   |
| Thai VietJet Air                                | Chiang Mai, Chiang Rai, Đài Trung, Hat Yai, Khon Kaen, Krabi, Nakhon Si Thammarat, Phuket, Surat Thani, Ubon Ratchathani, Udon Thani | Nội địa   |
| Thai VietJet Air                                | Đà Lạt, Đà Nẵng, Hải Phòng, Thành phố Hồ Chí Minh, Phú Quốc Theo mùa: Gaya | Quốc tế   |
| Tigerair                                        | Singapore | Quốc tế   |
| Transaero Airlines                              | Moscow-Domodedovo, Moscow-Vnukovo Theo mùa: Blagoveshchensk, Irkutsk, Kazan, Khabarovsk, Krasnoyarsk-Yemelyanovo, Vladivostok, Yekaterinburg | Quốc tế   |
| TransAsia Airways                               | Đài Bắc-Đào Viên | Quốc tế   |
| Travel Service Airlines                         | Thuê chuyến: Budapest, Prague | Quốc tế   |
| Turkish Airlines                                | Thành phố Hồ Chí Minh, Istanbul-Atatürk | Quốc tế   |
| Turkmenistan Airlines                           | Ashgabat | Quốc tế   |
| T'way Airlines                                  | Seoul-Incheon | Quốc tế   |
| Ukraine International Airlines                  | Kiev-Boryspil | Quốc tế   |
| Ural Airlines                                   | Irkutsk | Quốc tế   |
| UTair Aviation                                  | Thuê chuyến: Irkutsk, Kazan, Novosibirsk, Perm, Rostov-on-Don | Quốc tế   |
| Uzbekistan Airways                              | Tashkent | Quốc tế   |
| VietJet Air                                     | Hà Nội, Thành phố Hồ Chí Minh, Hải Phòng, Vân Đồn (Cuối năm 2019) | Quốc tế   |
| Vietnam Airlines                                | Hà Nội, Thành phố Hồ Chí Minh, Đà Nẵng | Quốc tế   |
| Vietravel Airlines                              | Hà Nội, Thành phố Hồ Chí Minh | Quốc tế   |
| Xiamen Airlines                                 | Phúc Châu, Hàng Châu, Sân bay quốc tế Cao Khi Hạ Môn | Quốc tế   |

### Hàng hóa
| Hãng hàng không                     | Các điểm đến                                                                 |
| ----------------------------------- | ---------------------------------------------------------------------------- |
| Air France Cargo                    | Paris-Charles de Gaulle                                                      |
| Air Hong Kong                       | Hong Kong, Penang                                                            |
| ANA Cargo                           | Osaka-Kansai, Singapore, Đài Bắc-Đào Viên, Tokyo-Narita                      |
| Asiana Cargo                        | Seoul-Incheon                                                                |
| Cardig Air                          | Hong Kong, Jakarta-Soekarno-Hatta, Singapore                                 |
| Cargolux                            | Baku, Luxembourg, Thượng Hải-Phố Đông, Sân bay quốc tế Cao Khi Hạ Môn        |
| Cathay Pacific Cargo                | Hong Kong, Penang, Singapore                                                 |
| China Airlines Cargo                | Abu Dhabi, Thành Đô, Luxembourg, Đài Bắc-Đào Viên                            |
| China Cargo Airlines                | Thượng Hải-Phố Đông                                                          |
| DHL Aviation vận hành bởi AeroLogic | Leipzig/Halle, Singapore                                                     |
| EVA Air Cargo                       | Jakarta-Soekarno–Hatta, Penang, Singapore, Đài Bắc-Đào Viên                  |
| FedEx Express                       | Quảng Châu                                                                   |
| K-Mile Air                          | Thành phố Hồ Chí Minh, Singapore, Jakarta-Soekarno Hatta                     |
| Korean Air Cargo                    | Seoul-Incheon, Singapore                                                     |
| Lufthansa Cargo                     | Frankfurt, Mumbai, Sharjah                                                   |
| Martinair                           | Amsterdam, Muscat, Sharjah                                                   |
| MASKargo                            | Kuala Lumpur                                                                 |
| Nippon Cargo Airlines               | Singapore, Tokyo-Narita                                                      |
| Singapore Airlines Cargo            | Singapore                                                                    |
| Thai Airways International          | Amsterdam, Chennai, Delhi, Frankfurt, Sydney, Đài Bắc-Đào Viên, Tokyo-Narita |
| Tri-MG Intra Asia Airlines          | Thành phố Hồ Chí Minh, Phnom Penh                                            |
| Turkish Airlines Cargo              | Almaty, Delhi, Istanbul-Atatürk, Tashkent                                    |
| ULS Airlines Cargo                  | Istanbul-Atatürk                                                             |
| UPS Airlines                        | Cologne/Bonn, Dubai-International, Mumbai                                    |
| Yanda Airlines                      | Coimbatore, Delhi, Pune, Seoul-Incheon, Thượng Hải-Phố Đông, Tokyo-Narita    |
| Yangtze River Express               | Thượng Hải-Phố Đông                                                          |

### Các tuyến bay quốc tế bận rộn nhất
| Hạng | Sân bay                 | Số lượt khách năm 2013 | % thay đổi 2012/13 | Số lượt khách năm 2012 |
| ---- | ----------------------- | ---------------------- | ------------------ | ---------------------- |
| 1    | Hong Kong               | 3.566.950              | 9,17               | 3.267,195              |
| 2    | Singapore               | 3.344.500              | 1,84               | 3.407.354              |
| 3    | Seoul-Incheon           | 2.123.430              | 1,25               | 2.095.145              |
| 4    | Tokyo-Narita            | 3.787.405              | 13,46              | 1.575.302              |
| 5    | Đài Bắc-Đào Viên        | 1.328.120              | 17,03              | 1.134.857              |
| 6    | Thượng Hải              | 1.279.536              | 40,12              | 913.177                |
| 7    | Dubai-International     | 1.196.795              | 12,23              | 1.066.391              |
| 8    | Kuala Lumpur            | 1.029.057              | 29,21              | 1.453.681              |
| 9    | Quảng Châu              | 894.087                | 3,29               | 924,457                |
| 10   | New Delhi               | 865.595                | 0,83               | 858.511                |
| 11   | Hồ Chí Minh             | 838.856                | 10,86              | 941.065                |
| 12   | Bắc Kinh-Thủ đô         | 826.018                | 26,41              | 653.435                |
| 13   | Abu Dhabi               | 768.051                | 7,12               | 717.032                |
| 14   | Yangon                  | 766.279                | 13,21              | 863.035                |
| 15   | London-Heathrow         | 707.294                | 3,03               | 700.049                |
| 16   | Manila                  | 865.595                | 34.78              | 642.218                |
| 17   | Doha                    | 671.402                | 19.31              | 562,726                |
| 18   | Hà Nội                  | 654.945                | 0,06               | 654.549                |
| 19   | Osaka-Kansai            | 609.645                | 8,68               | 560.947                |
| 20   | Sydney                  | 608.515                | 0,81               | 603.608                |
| 21   | Mumbai                  | 604.156                | 19,16              | 747.384                |
| 22   | Frankfurt               | 592.522                | 0.9                | 587.228                |
| 23   | Jakarta-Soekarno-Hatta  | 588.171                | 23,32              | 484.822                |
| 24   | Tokyo-Haneda            | 500.275                | 5,12               | 475.913                |
| 25   | Amsterdam               | 456.811                | 3,12               | 443.005                |
| 26   | Paris-Charles de Gaulle | 453.531                | 9,52               | 414.108                |
| 27   | Calcutta                | 434.281                | 3,67               | 427.137                |
| 28   | Phnom Penh              | 428.845                | 4,51               | 449.122                |
| 29   | Melbourne               | 416,847                | 6.28               | 444,761                |
| 30   | Busan                   | 373.709                | 13,1               | 336.363                |
| 31   | Colombo                 | 367.232                | 3,55               | 380.757                |
| 32   | Macau                   | 351.853                | 33,58              | 529.746                |
| 33   | Nagoya-Centrair         | 332.906                | 18,93              | 279.929                |
| 34   | Viêng Chăn              | 319.278                | 15,47              | 276.503                |
| 35   | Moscow-Domodedovo       | 316.055                | 7,2                | 340.594                |
| 36   | Zürich                  | 299,831                | 3,41               | 304.131                |
| 37   | Copenhagen              | 291.740                | 23,59              | 372.068                |
| 38   | Muscat                  | 285.836                | 0,79               | 288.109                |
| 39   | Istanbul-Atatürk        | 285.312                | 12,66              | 253.247                |
| 40   | Moscow-Sheremetyevo     | 266.889                | 32,64              | 201.216                |
| 41   | Helsinki                | 262.456                | 0,06               | 262.301                |
| 42   | Siem Reap               | 262.154                | 12,09              | 233.878                |
| 43   | Stockholm-Arlanda       | 258.674                | 12,87              | 229,170                |
| 44   | Côn Minh                | 258.015                | 35,23              | 190.796                |
| 45   | Vienna                  | 236.074                | 3,64               | 232.274                |
| 46   | Novosibirsk             | 212.715                | 28,7               | 165.286                |
| 47   | Dhaka                   | 243.253                | 6,71               | 260.750                |
| 48   | Oslo-Gardermoen         | 202,570                | 37,78              | 147.022                |
| 49   | Tel Aviv                | 209.384                | 13,15              | 188.386                |
| 50   | Munich                  | 200.313                | 5,75               | 212.526                |

## Thư viện hình ảnh

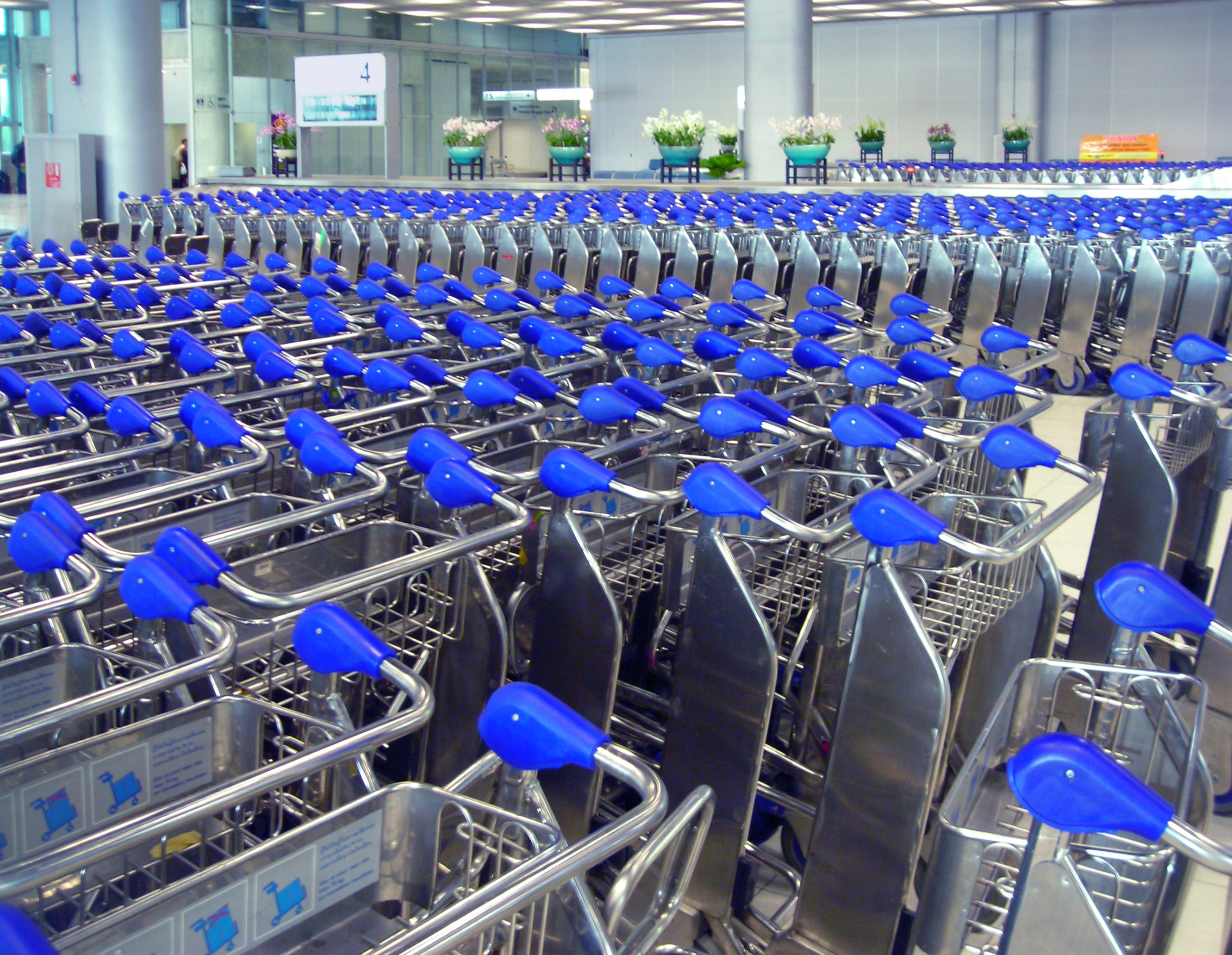
Khu chứa xe đẩy hành lý
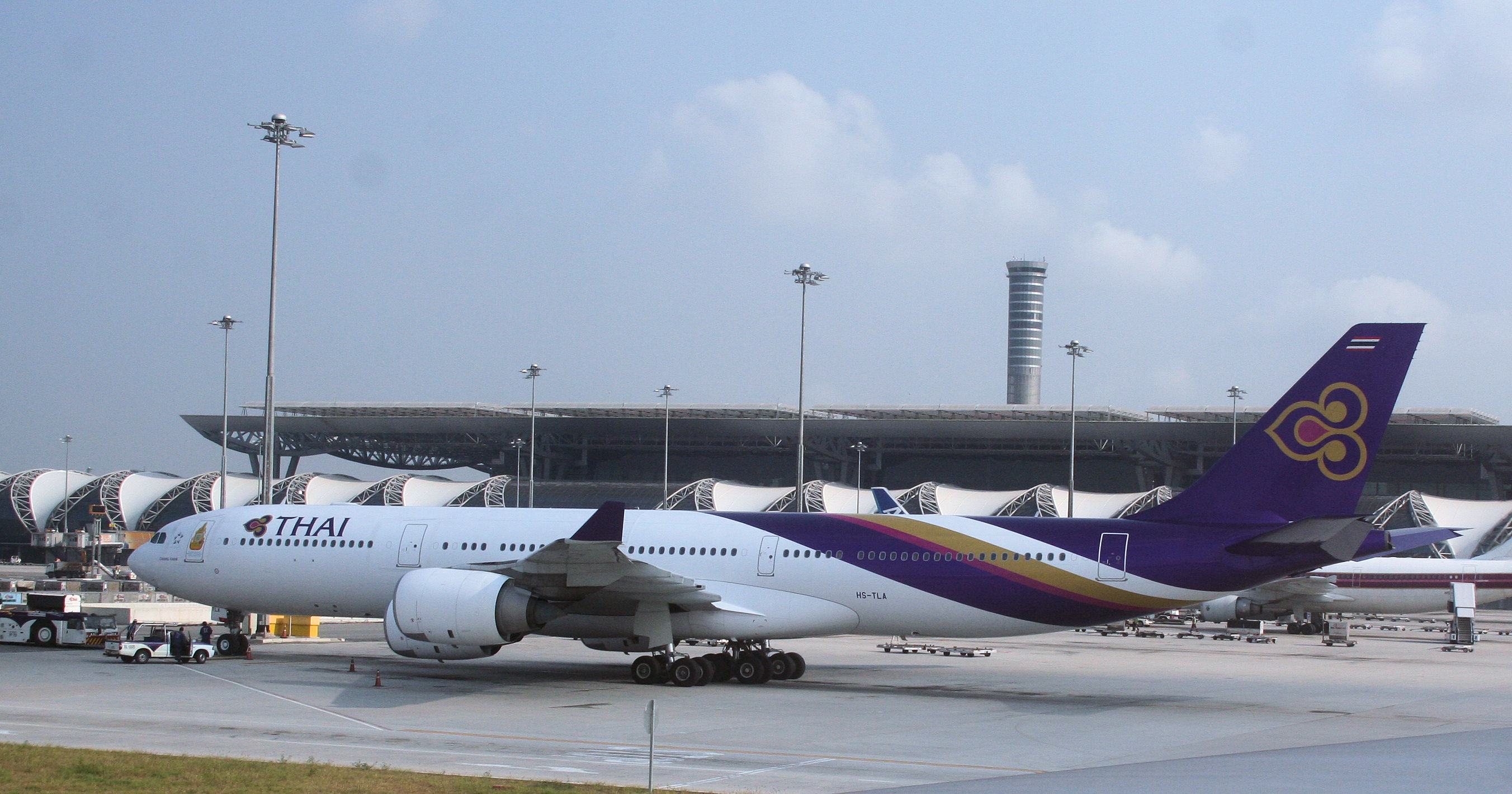
Một chiếc máy bay TL6 của hãng hàng không Thai Airway
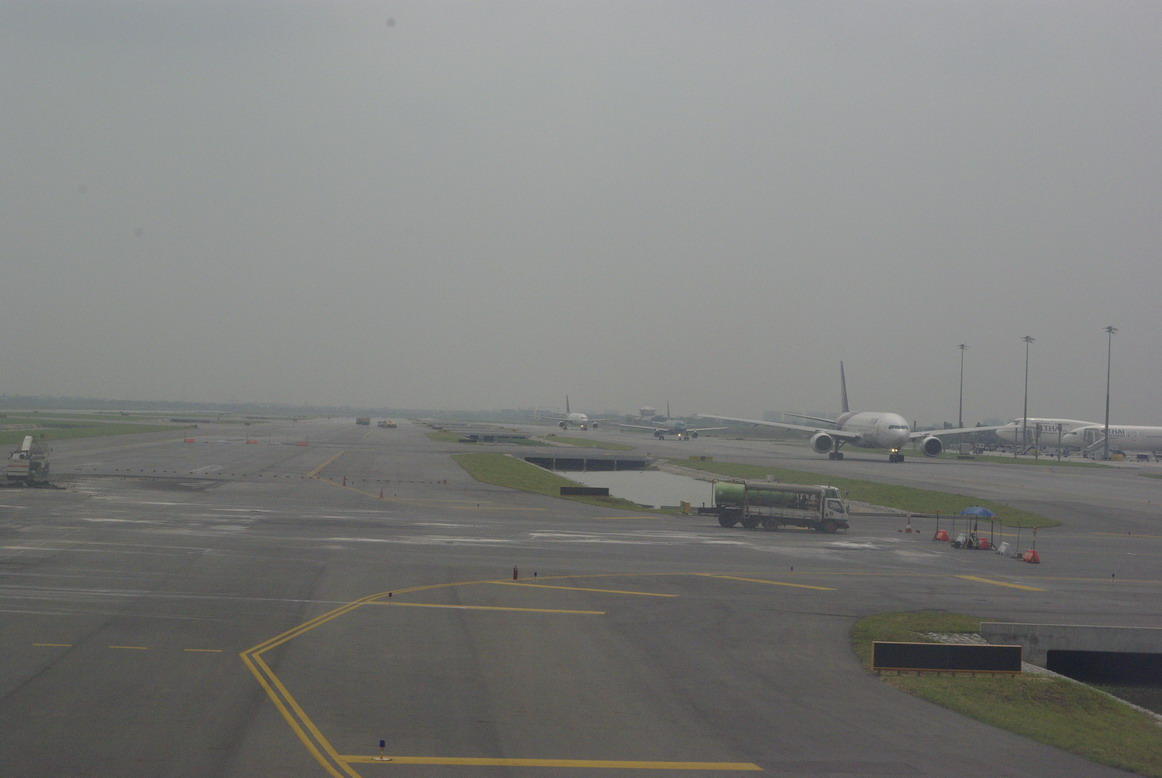
Đường băng của sân bay
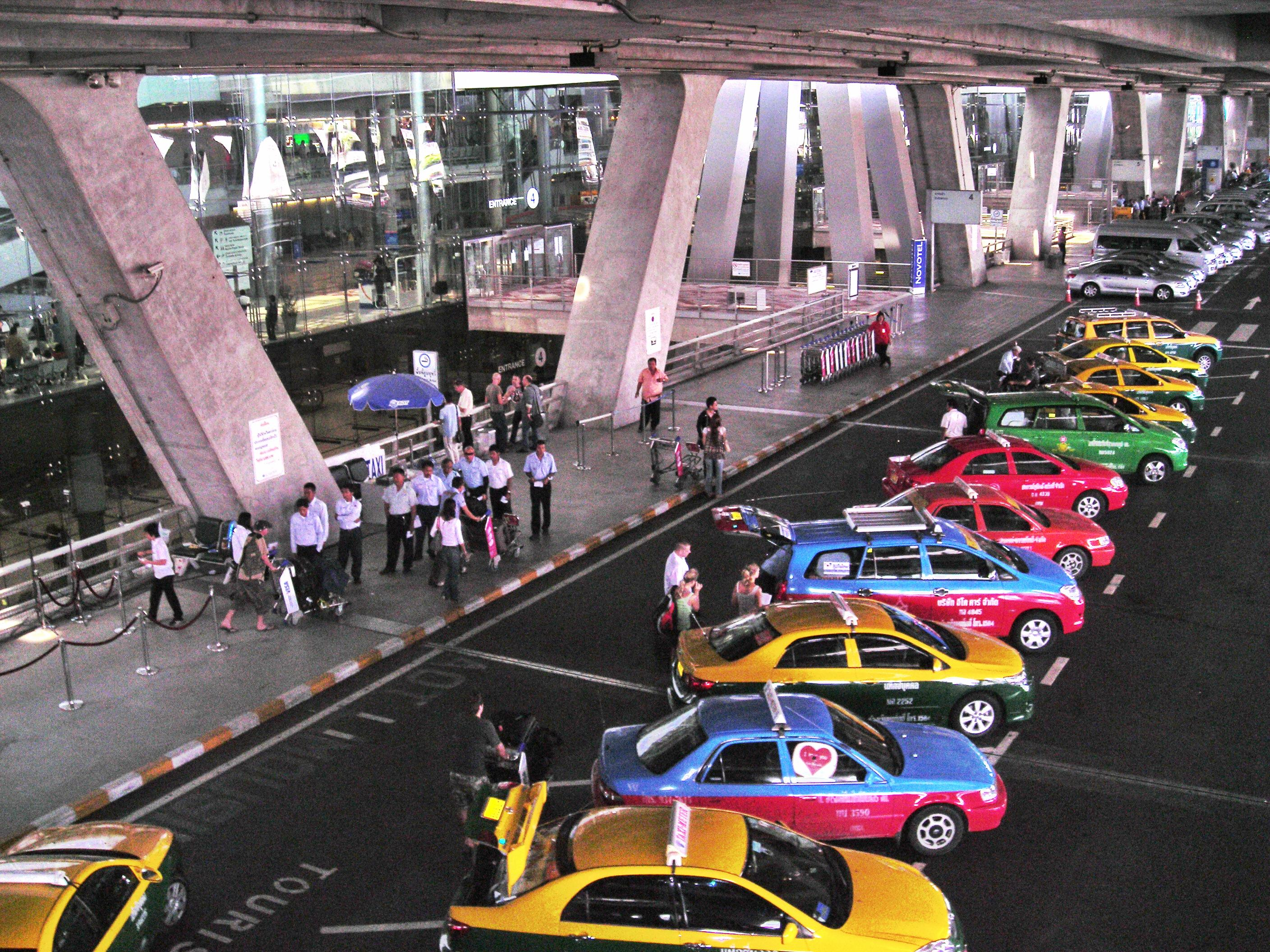
Bãi đỗ xe taxi
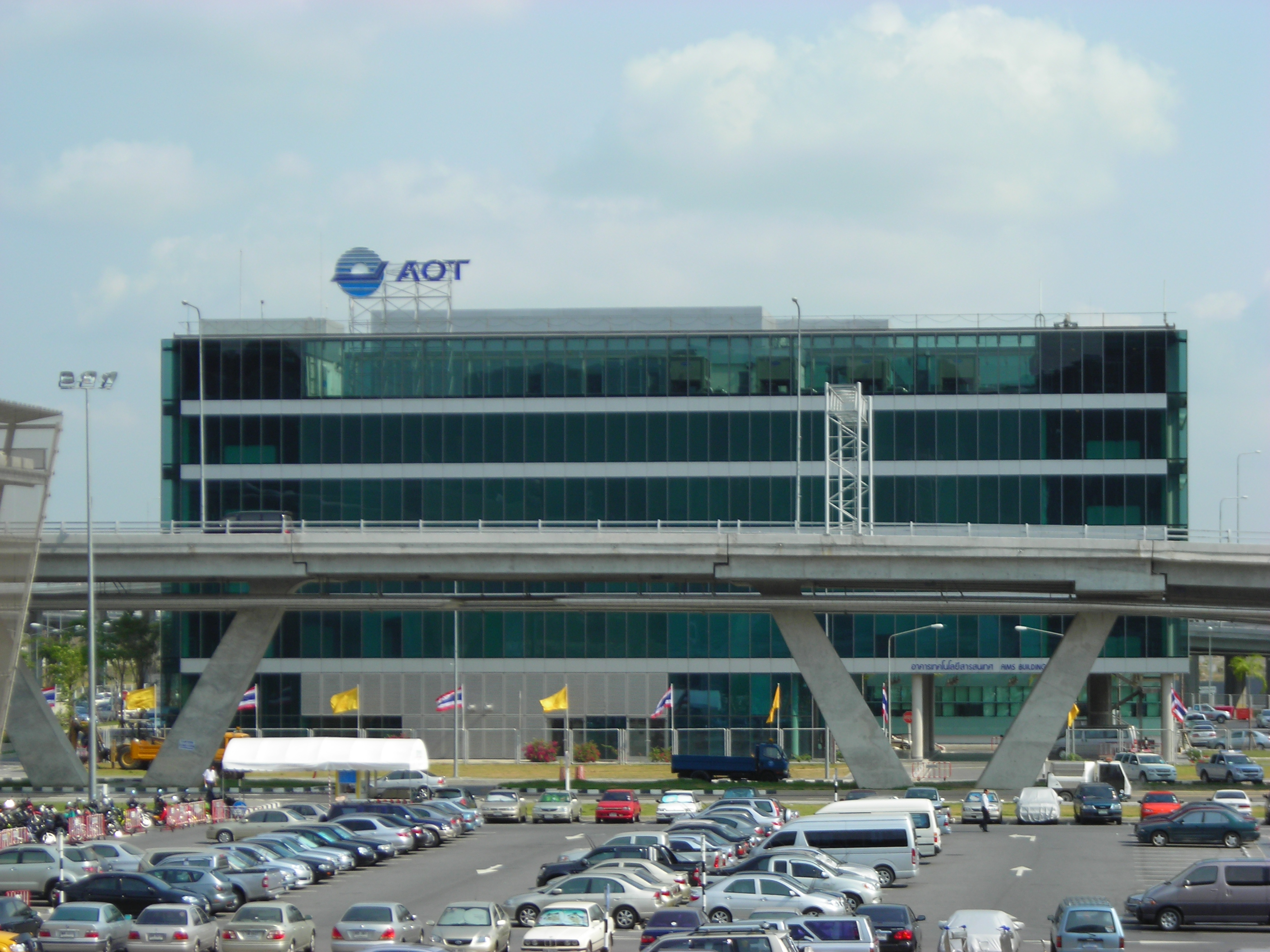
Bãi đỗ xe ô tô
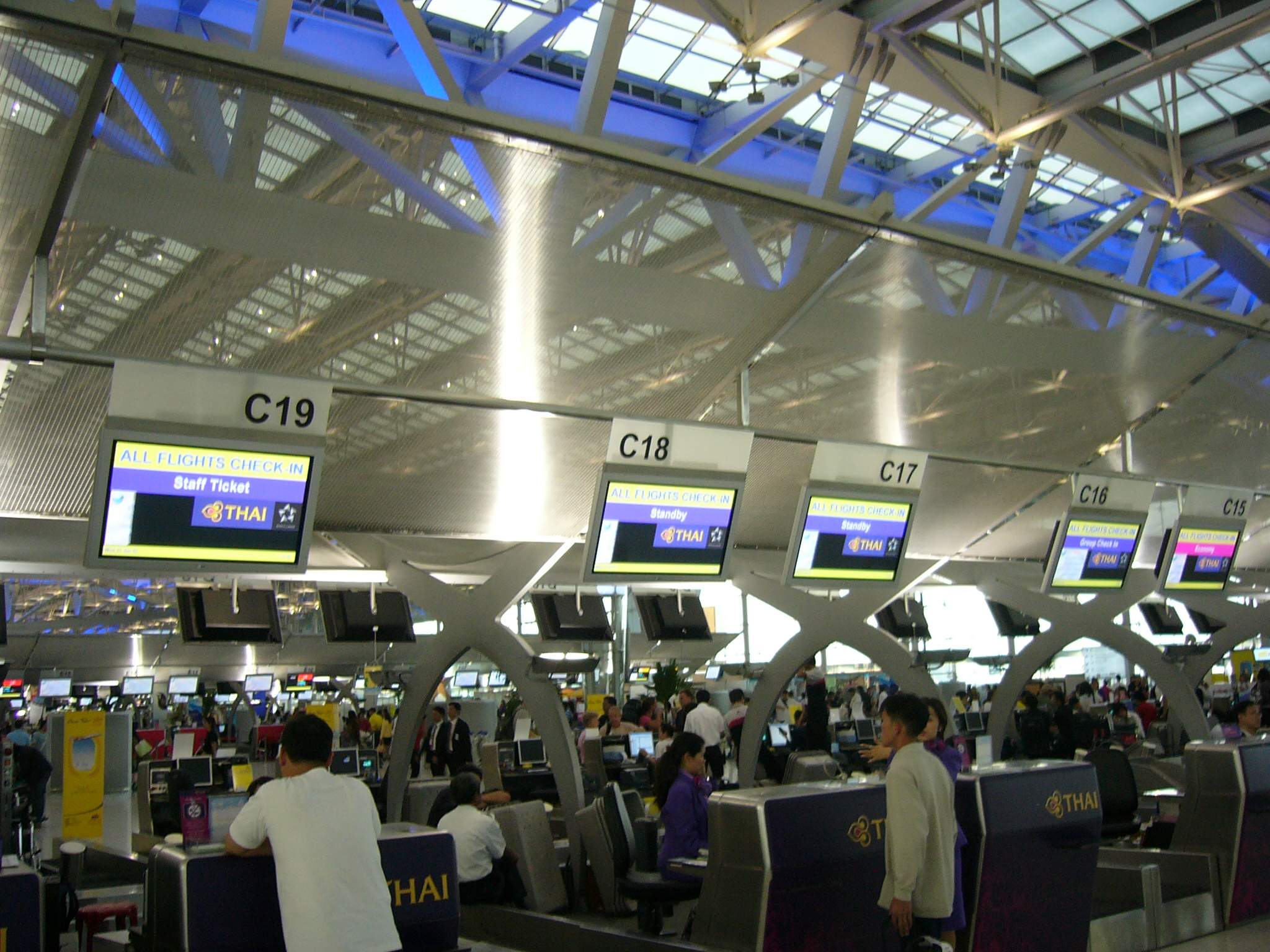
Quầy làm thủ tục
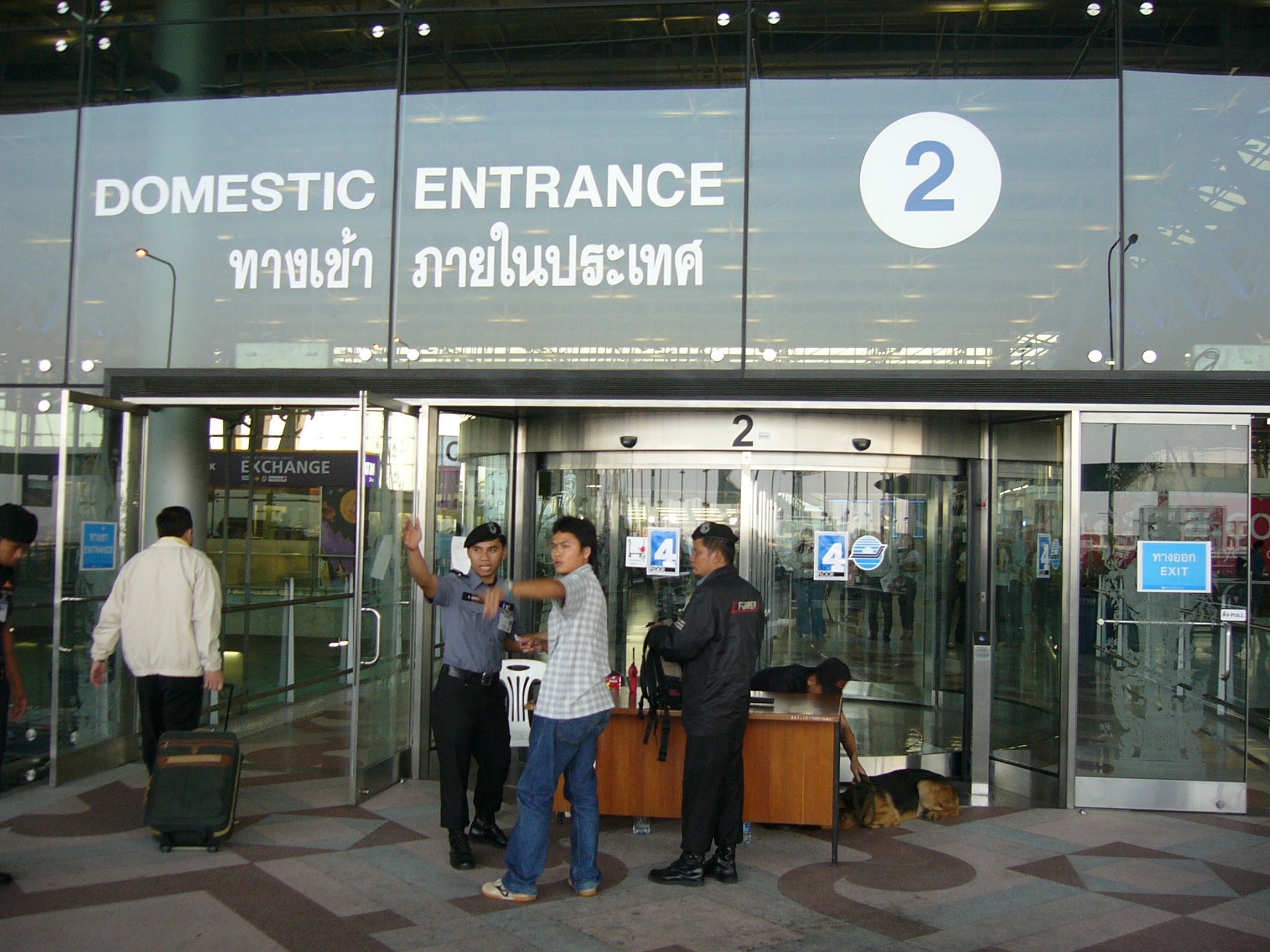
Quầy khai báo an ninh
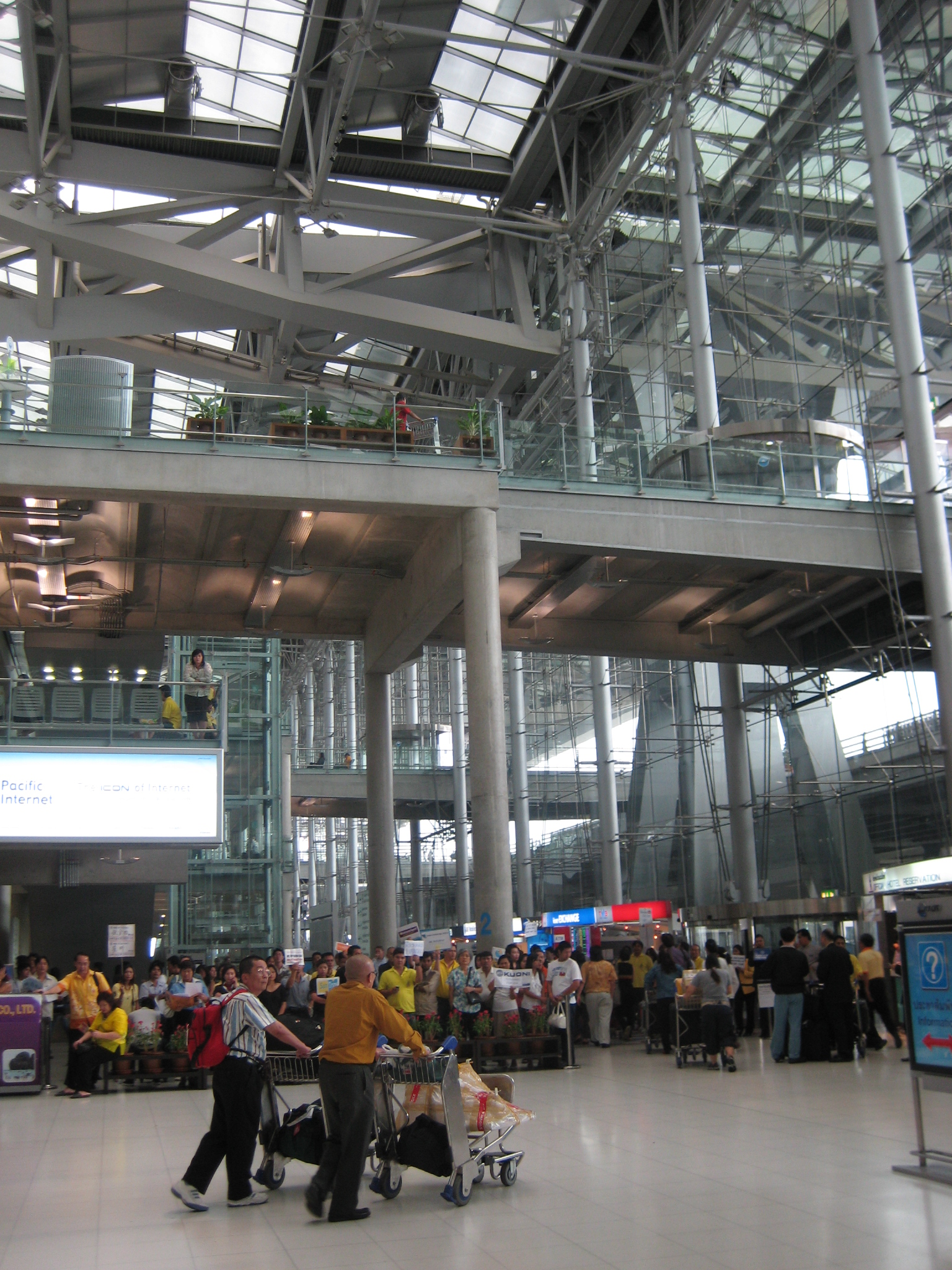
Lối ra sân bay
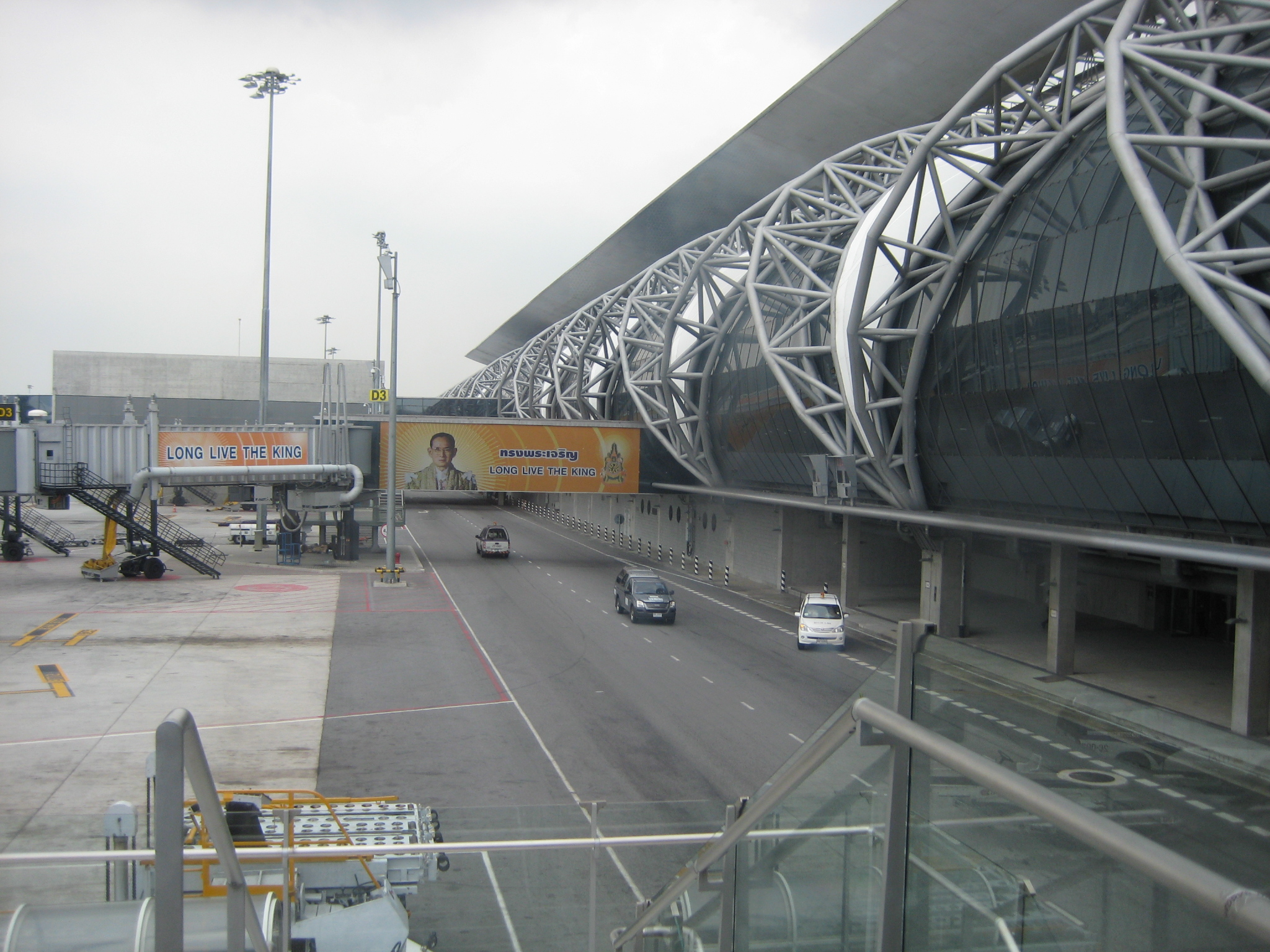
Phía sau sân bay
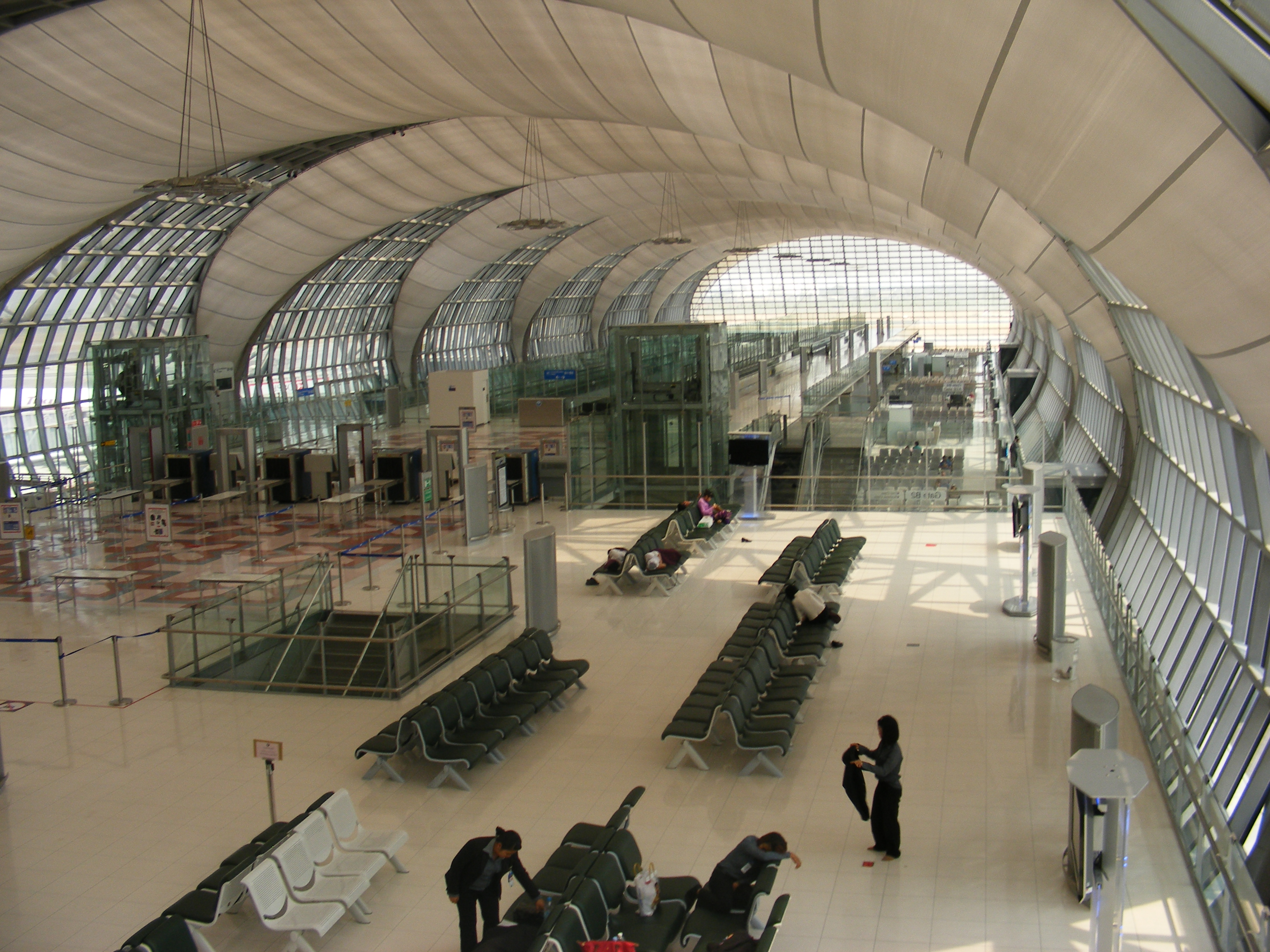
Phòng chờ chuyến bay
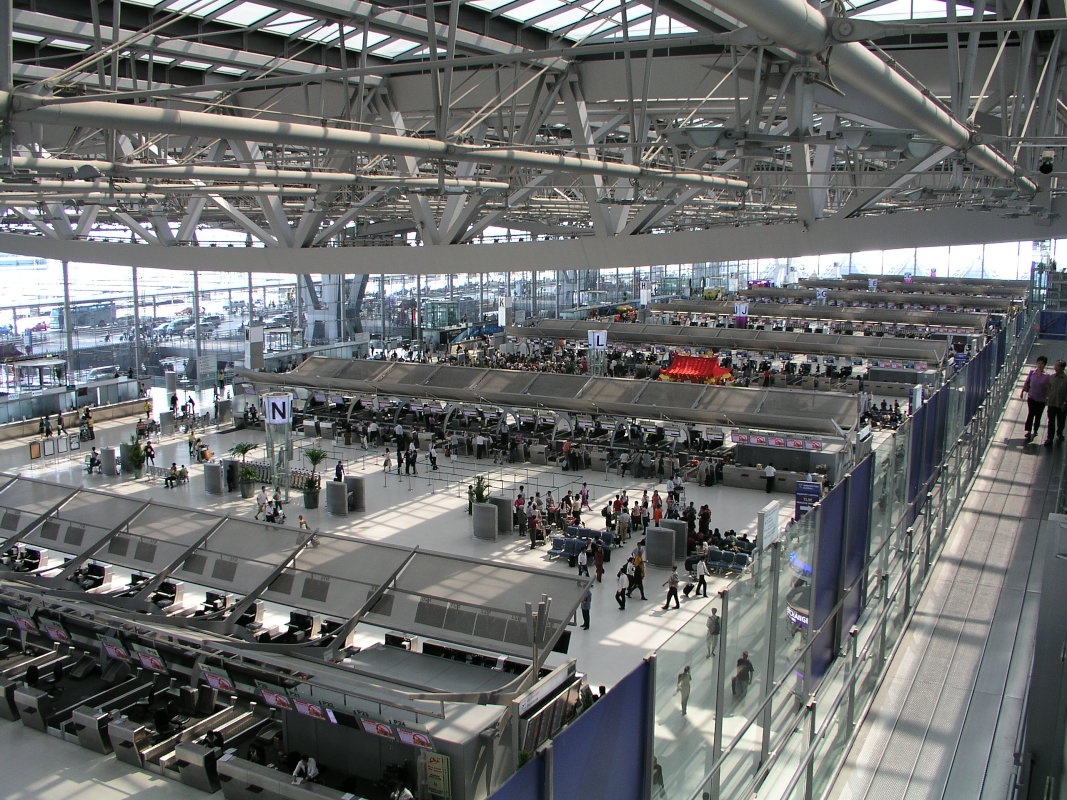
Một phần sân bay chụp từ trên cao
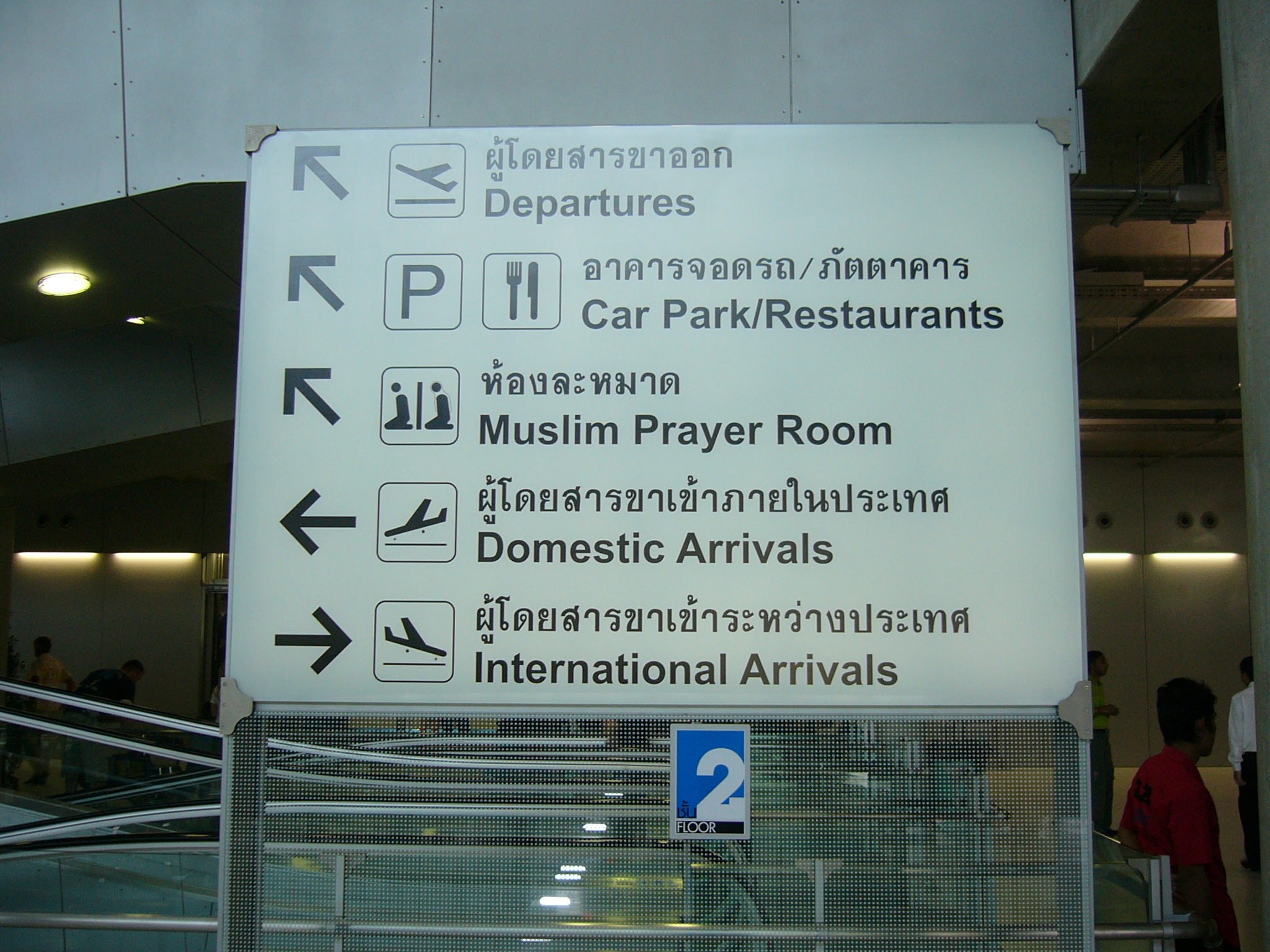
Bảng chỉ dẫn trong sân bay
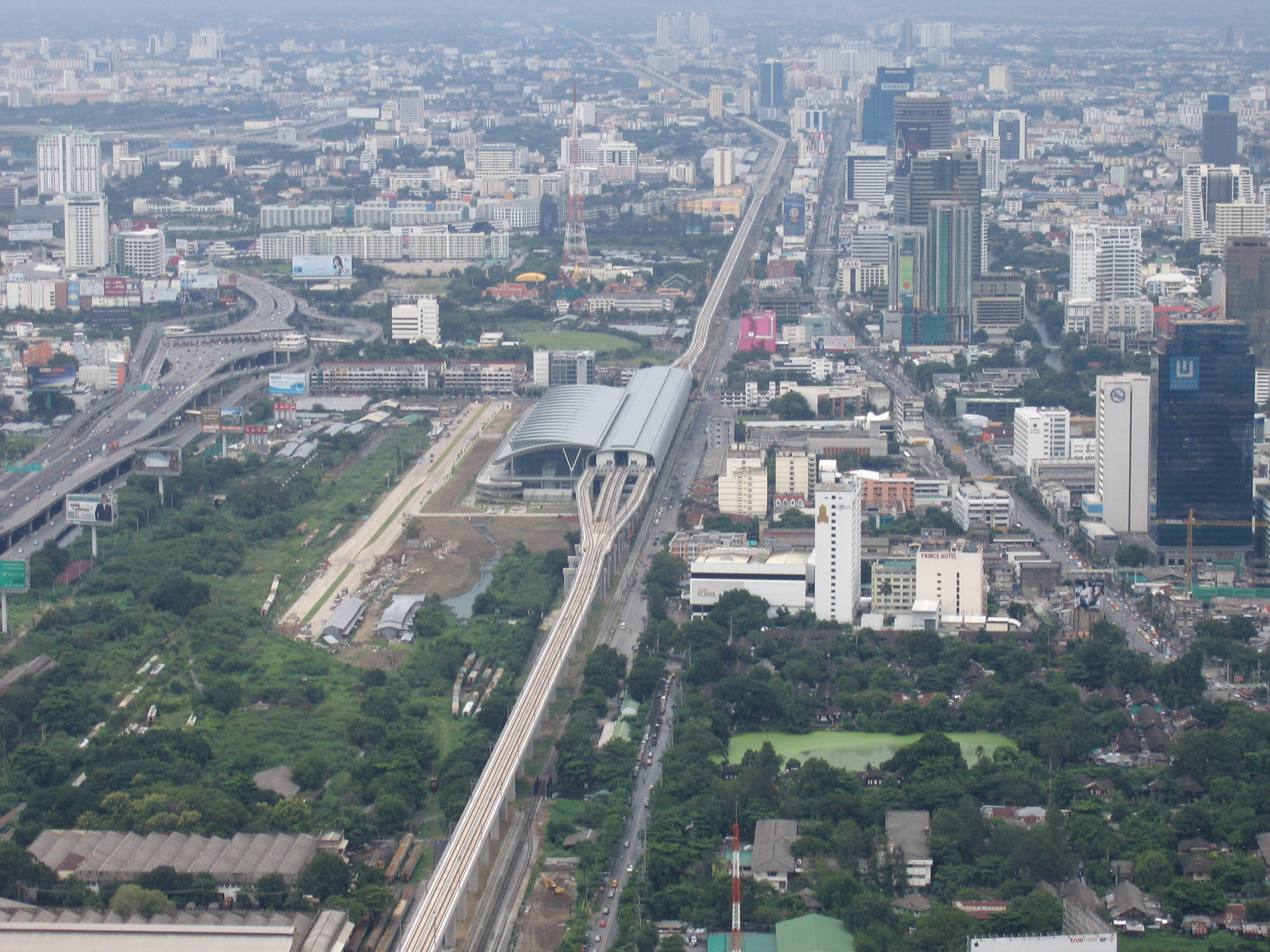
Toàn cảnh thành phố Bangkok chụp từ nhà ga sân bay
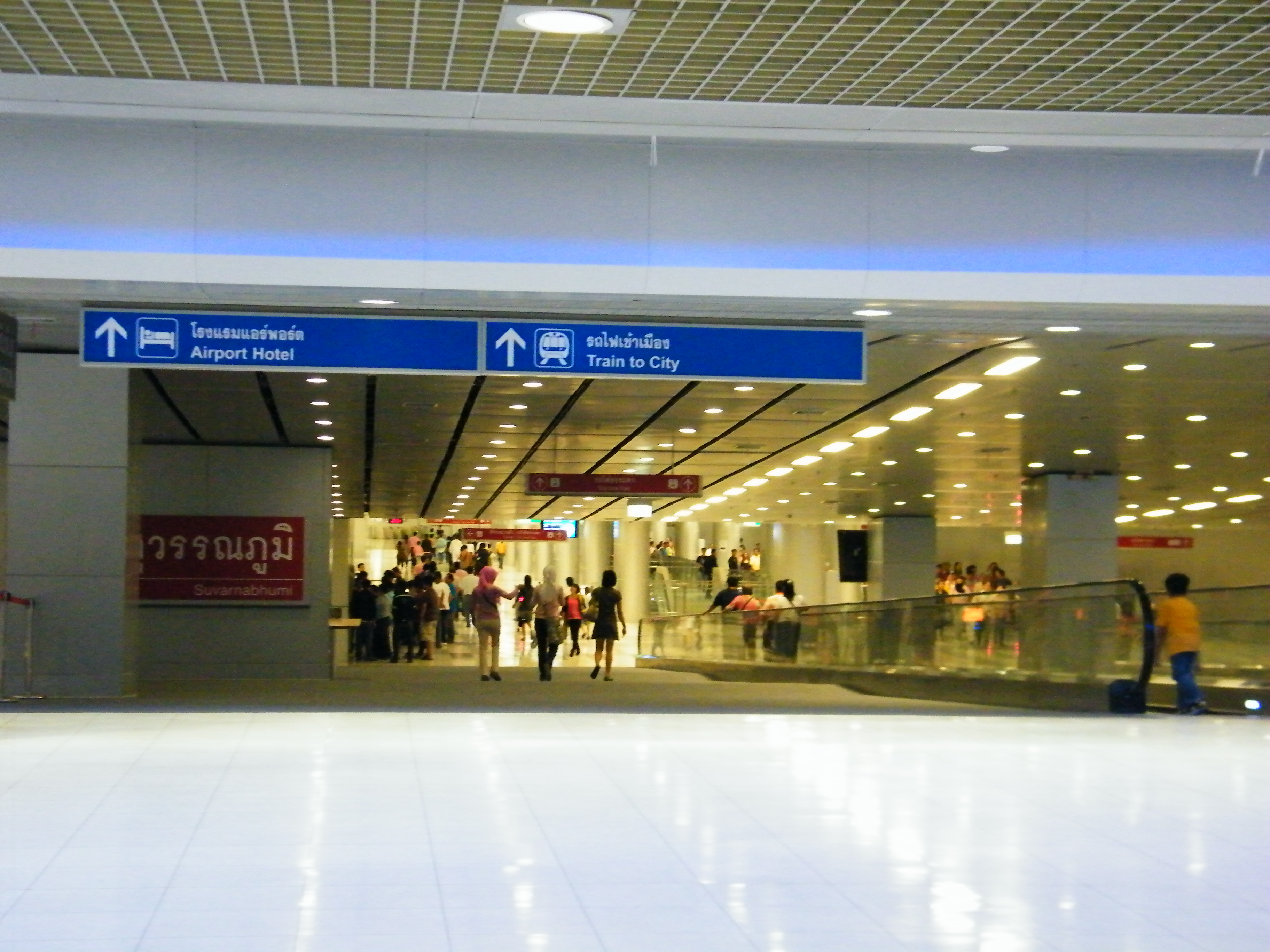
Lối ra bến xe điện
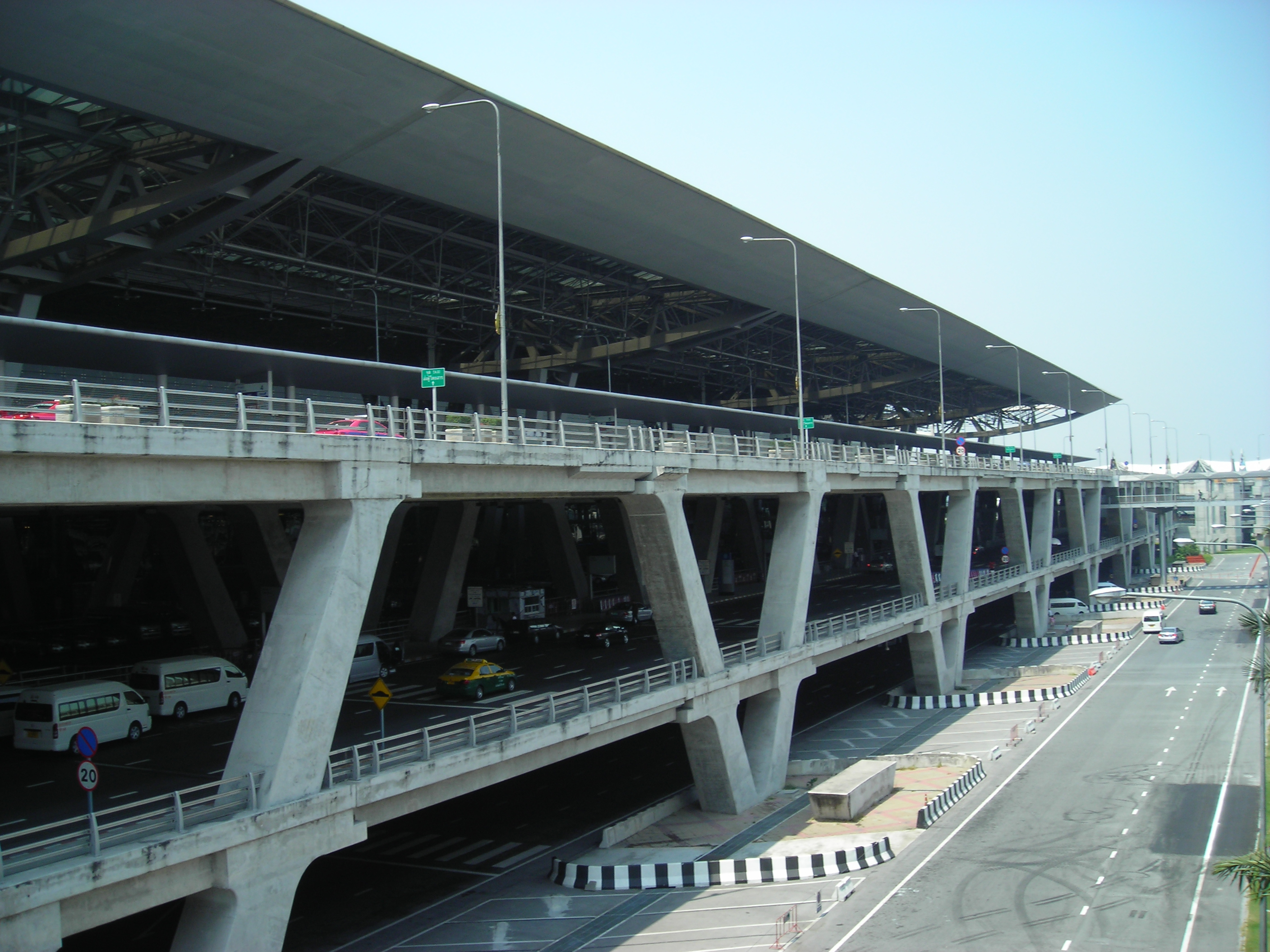
Lối vào sân bay
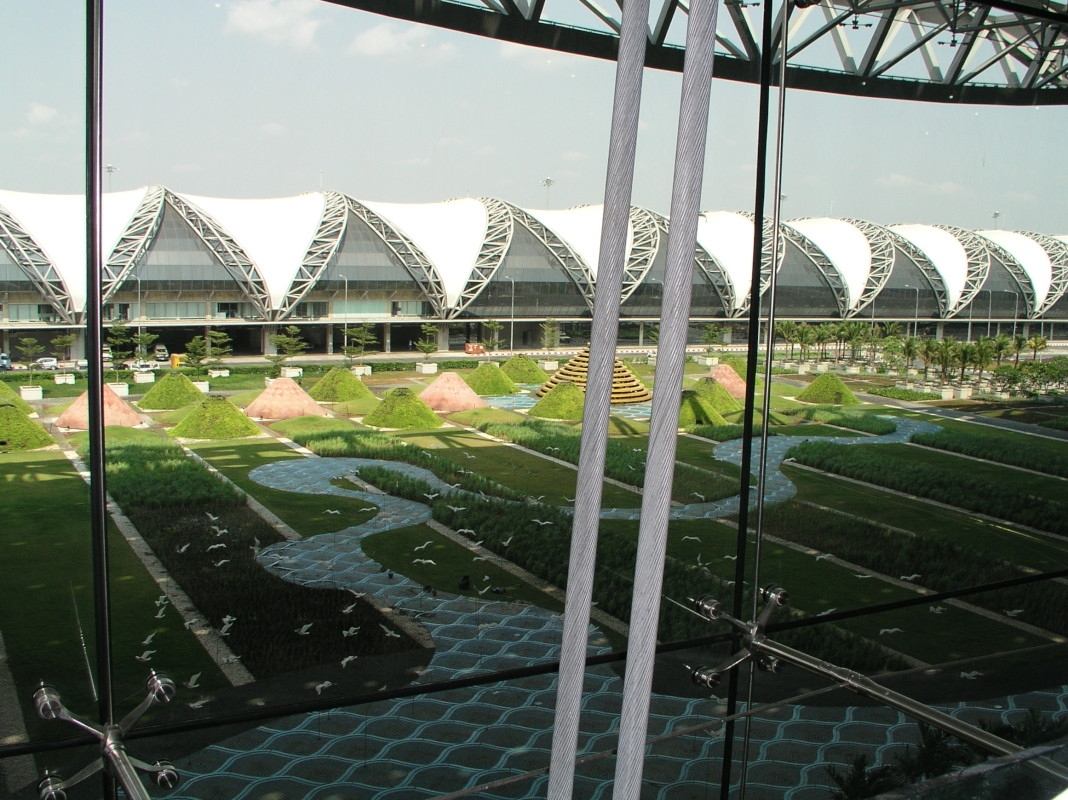
Khuôn viên sân bay chụp từ trên cao
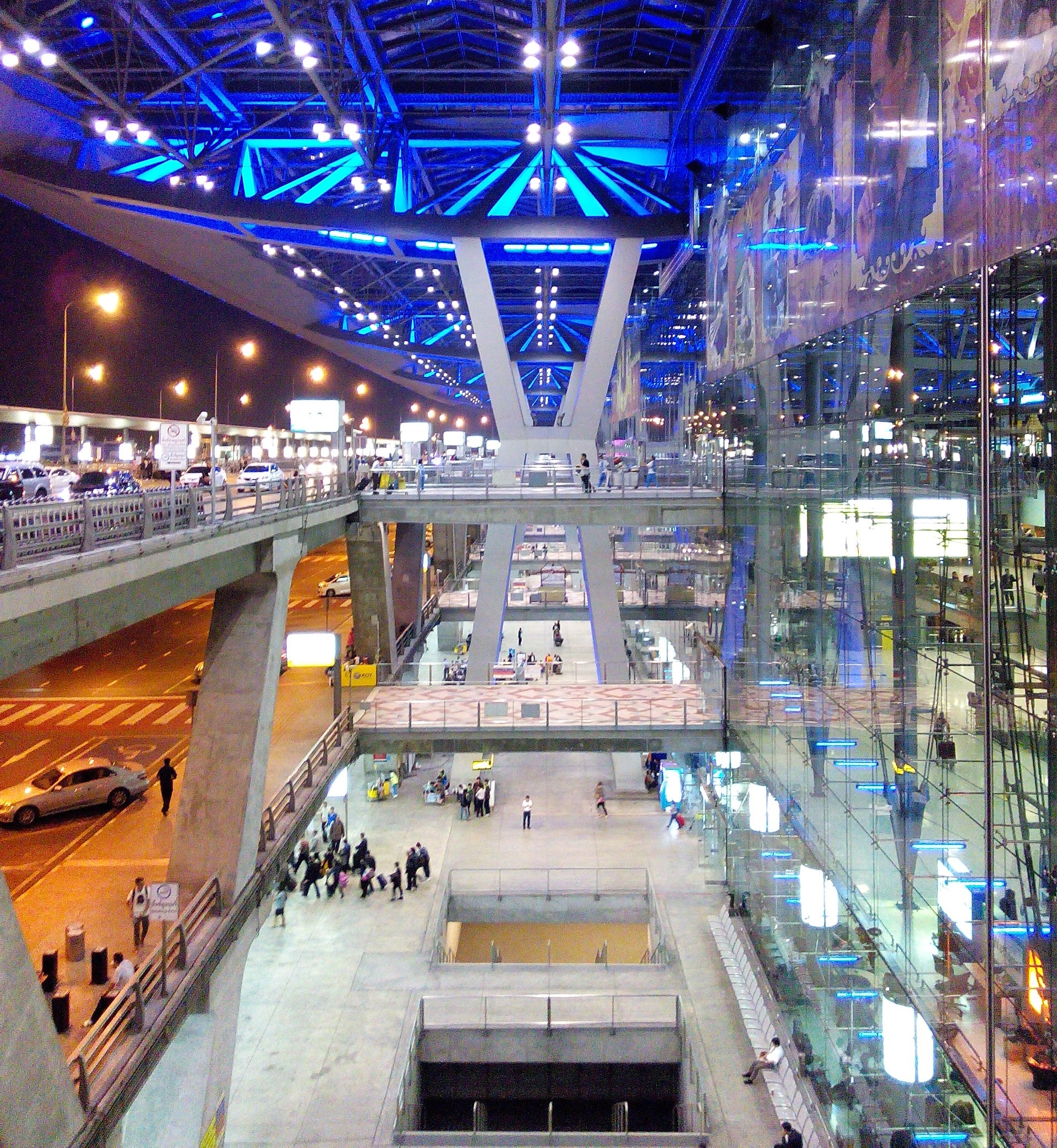
Airport entrance